# Hebrydy (Mendelssohn)

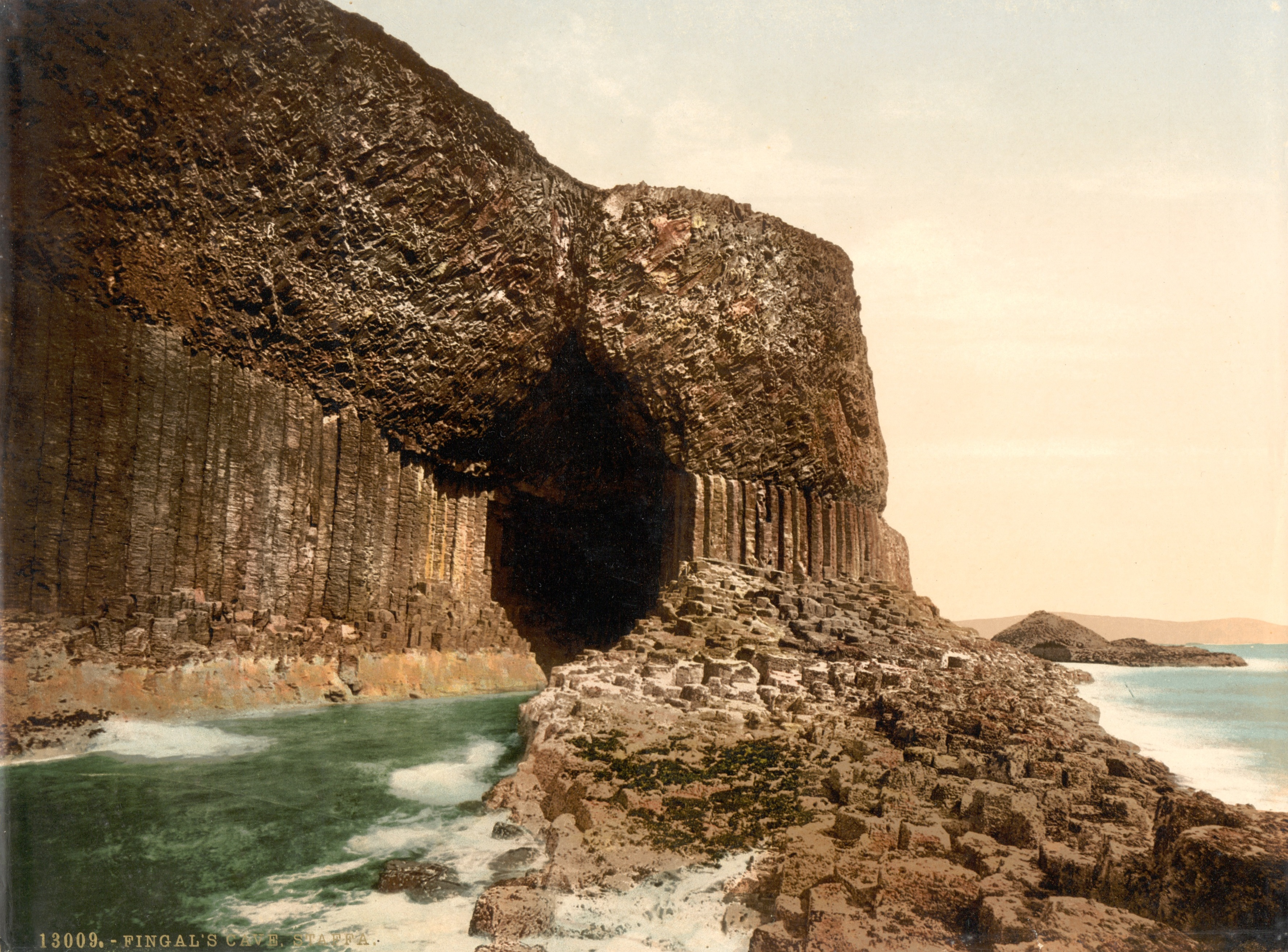
Grota Fingala na wyspie Staffa

Hebrydy (niem. Die Hebriden) – uwertura koncertowa h-moll, opus 26 (MWV P 7), znana też jako Grota Fingala, skomponowana przez Feliksa Mendelssohna. Napisana została w 1830 roku, a inspirowana była przez pieczarę zwaną Grotą Fingala na wyspie Staffa, wchodzącą w skład archipelagu Hebrydy znajdującego się u szkockich wybrzeży. Utwór został zadedykowany królowi Fryderykowi Wilhemowi IV Pruskiemu.
Mendelssohn pierwszą swoją podróż do Anglii odbył w roku 1829. Podczas tej podróży odwiedził także Szkocję, gdzie skomponował swoją III Symfonię, znaną jako Symfonia Szkocka. Przy tej okazji odwiedził Hebrydy podczas sztormu nocnego i wszedł do morskiej jaskini na wyspie Staffa, gdzie zainspirowała go Grota Fingala, popularna turystyczna atrakcja. Sklepienie groty wznosiło się w owym czasie 12 metrów nad poziomem wody, a głębokość wody przekraczała 60 m. Grota zawierała kolorowe bazaltowe filary. Został tak poruszony, że natychmiast sięgnął po kartkę i zaczął komponować otwierający temat uwertury. Wysłał to swojej siostrze Fanny Mendelssohn.
Dzieło zostało ukończone 16 grudnia 1830 roku. Początkowo nosiło tytuł Die einsame Insel (Samotna wyspa). Później jednak Mendelssohn zrewidował partyturę, ukończył ją ostatecznie 20 czerwca, 1832 roku i zatytułował na nowo utwór Die Hebriden (Hebrydy). Oprócz tego w odniesieniu do tego utworu Mendelssohn stosował również tytuł Grota Fingala. Premiera uwertury odbyła się 14 maja, 1832 roku w Londynie.
Utwór, pomimo iż został zaklasyfikowany jako uwertura, według pierwotnych zamierzeń kompozytora miał być kompletnym dziełem. Nie opowiada żadnej historii i dlatego nie zawiera treści pozamuzycznej; zamiast tego utwór opisuje nastrój i niejako ustawia przed słuchaczem scenę. Jest jednym z pierwszych muzycznych utworów, który to stosuje. Uwertura stanowiona jest przez dwa podstawowe tematy, temat otwierający został napisany jeszcze podczas wizyty Mendelssohna w Grocie Fingala i grany jest początkowo na altówce, wiolonczeli i fagot. Temat liryczny, oddający moc i oszałamiający urok pieczary, został zamierzony dla rozwinięcia uczucia samotności i pozostawienia samemu sobie. Tymczasem drugi temat pokazuje ruch morza i kłębiące się fale. Uwertura stosuje standardową formę i zawiera kody zakończenia, gdzie element rekapitulacji należy do oryginalnego tematu.
Utwór wykorzystuje standardową instrumentację, a trwa około jedenastu minut. Oryginał rękopisu dzieła przechowywany jest w Bodleian Library, w Oksfordzie.